# Pico Bonito nationalpark
Pico Bonito nationalpark är en nationalpark i Honduras.   Den ligger i departementet Atlántida, i den centrala delen av landet, 170 km norr om huvudstaden Tegucigalpa. Pico Bonito nationalpark ligger 943 meter över havet.